# Corpus-Christi-Kirche (Oberginsbach)

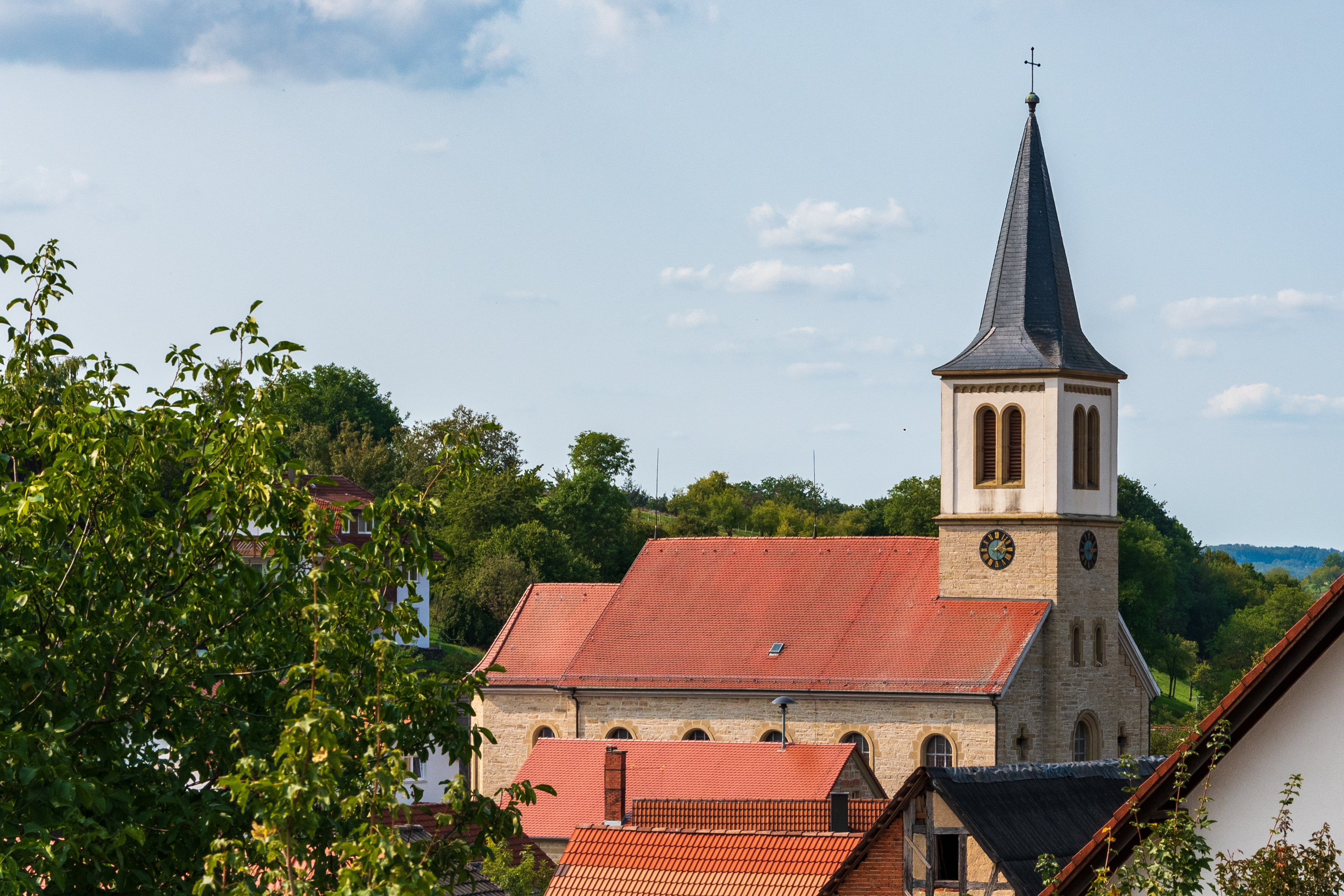
Corpus-Christi-Kirche in Oberginsbach

Die römisch-katholische Corpus-Christi-Kirche ist ein geschütztes Kulturdenkmal nach dem Denkmalschutzgesetz. Die Pfarrkirche  steht in Oberginsbach, einer Ortschaft von Krautheim im Hohenlohekreis in Baden-Württemberg. Die Kirchengemeinde gehört zum Dekanat Hohenlohe der Diözese Rottenburg-Stuttgart.

## Beschreibung
Die 1845/47 anstelle eines Vorgängerbaus von 1516 nach einem Entwurf von Louis de Millas im Rundbogenstil gebaute Saalkirche besteht aus einem Langhaus, einem eingezogenen, dreiseitig geschlossenen Chor im Südwesten und einem Fassadenturm im Nordosten, der in das Langhaus eingestellt ist. Über dem steinsichtigen Geschoss mit der Turmuhr befindet sich ein verputztes Geschoss, in dem der Glockenstuhl hinter den als Biforien gestalteten Klangarkaden untergebracht ist. Darauf sitzt ein achtseitiger Knickhelm. 
Im Chor befinden sich Statuen von Johannes dem Täufer und dem heiligen Cyriacus, die Johann Andreas Sommer aus der Künstlerfamilie Sommer geschaffen hat. Im Gesprenge des Altars befindet sich eine Marienbildnis.